# Mundaneum
Le Mundaneum, ouvert au public depuis 1998, est un centre d'archives de la Fédération Wallonie-Bruxelles et un espace muséal situé, depuis 1992, à Mons, dans la province de Hainaut en Belgique. 
À l'origine, de 1920 à 1934, il était situé à Bruxelles, sous le nom de Mundaneum Palais mondial, et était composé de seize salles didactiques, du Répertoire Bibliographique Universel comprenant douze millions de fiches, un musée de la Presse avec 200 000 spécimens de journaux du monde entier, reprenant les collections essentiellement constituées entre 1895 et 1914.
Redécouverts après l'explosion d'Internet, le Mundaneum et ses fondateurs, Paul Otlet et Henri La Fontaine, sont aujourd'hui identifiés en tant que pionniers du Web et des moteurs de recherche.
Il a reçu le Label du patrimoine européen en 2016.

## Historique

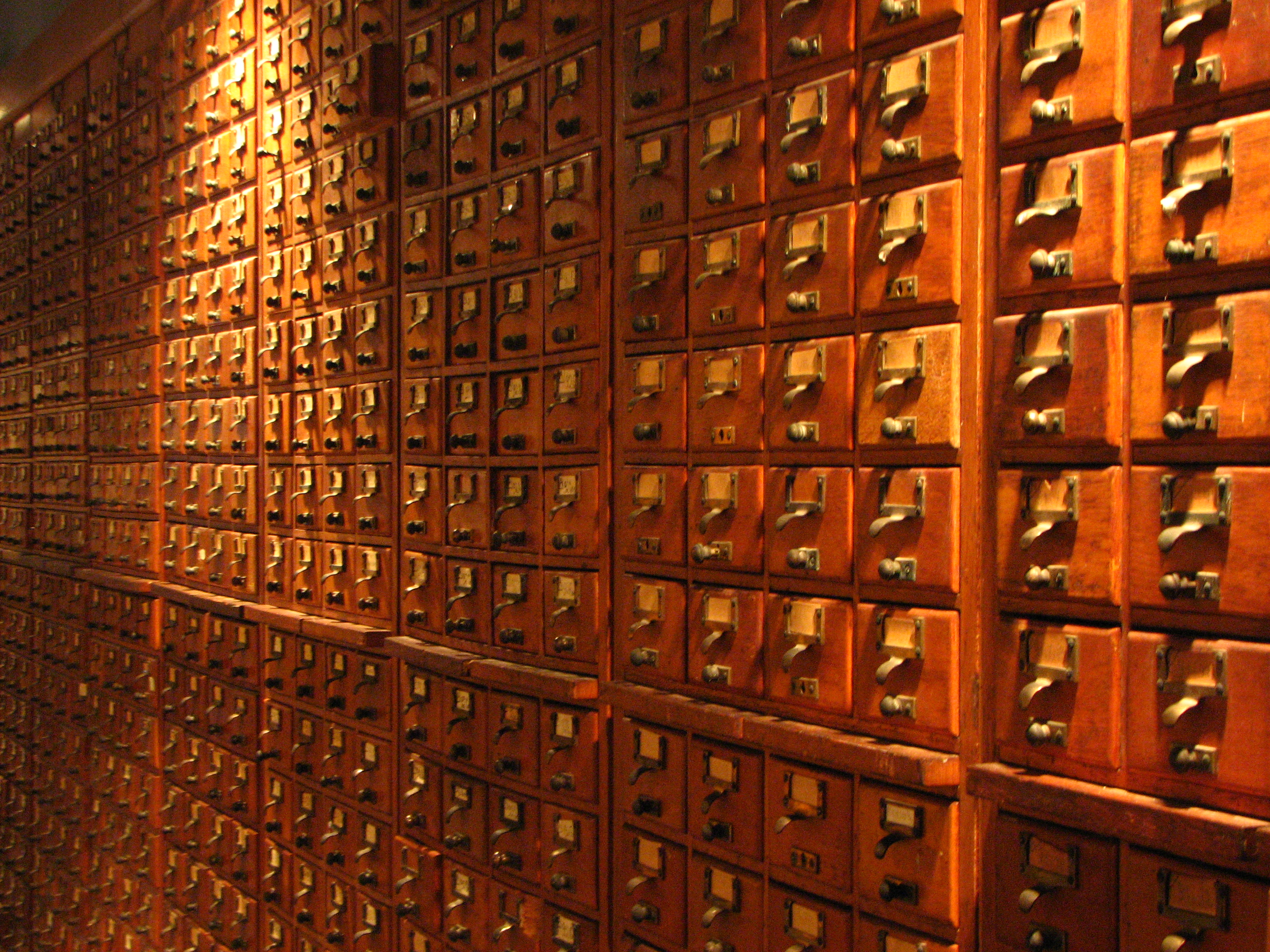
Tiroirs du Mundaneum.

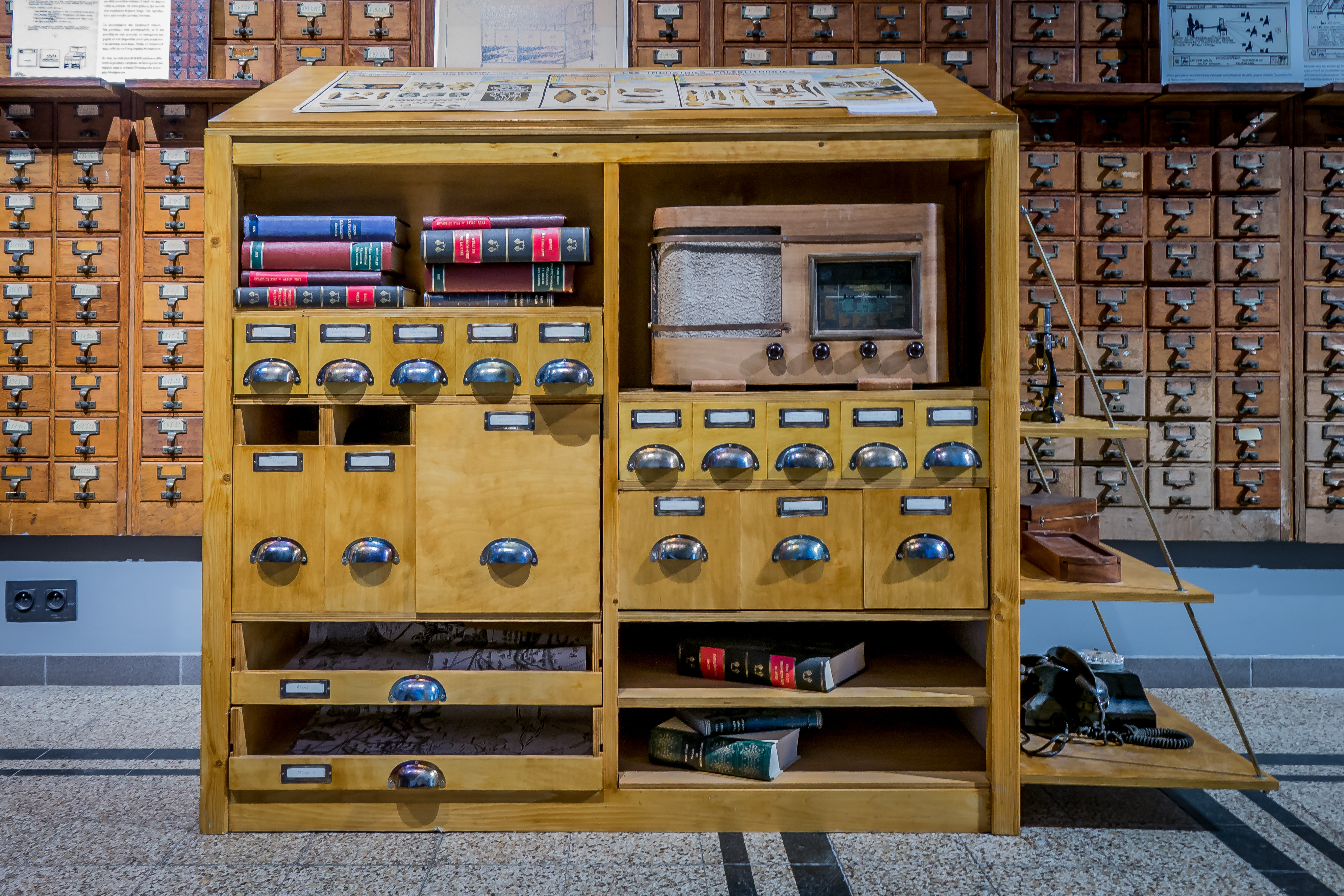
Armoire au Mundaneum.

La collection abritée à Mons depuis 1993 au Mundaneum fut constituée dès la fin du XIXe siècle à l’initiative de Paul Otlet et d’Henri La Fontaine. Tous deux étaient convaincus que la connaissance pouvait faciliter la paix. La Fontaine, secrétaire du juriste Edmond Picard, avait à son actif en 1889 la publication d'une bibliographie, Essai de bibliographie de la paix. Sa collaboration à l’œuvre majeure des Pandectes belges, ou recueil de la jurisprudence belge, constitua un tournant décisif dans sa carrière. C'est chez Picard que se déroula la rencontre avec un jeune stagiaire, Paul Otlet, que son père, Édouard Otlet, destinait à sa succession, mais que le monde des affaires et des tramways n'attirait pas particulièrement. Depuis son adolescence, en effet, Paul Otlet rêvait de littérature, de livres, de bibliothèque et de collections.
En 1920, la collection fut installée dans une aile du parc du Cinquantenaire, à Bruxelles, sous le même nom de Mundaneum ou Palais Mondial. Elle en vint à y occuper une centaine de salles. Les installations à Bruxelles furent fermées en 1934. Vers la même époque, le philosophe et sociologue autrichien Otto Neurath, réfugié en Hollande, dirigeait à La Haye un Mundaneum Institute en liaison étroite avec Paul Otlet. Mais le projet ne dura pas, car Neurath s'enfuit en Angleterre lors de l'invasion des Pays-Bas.

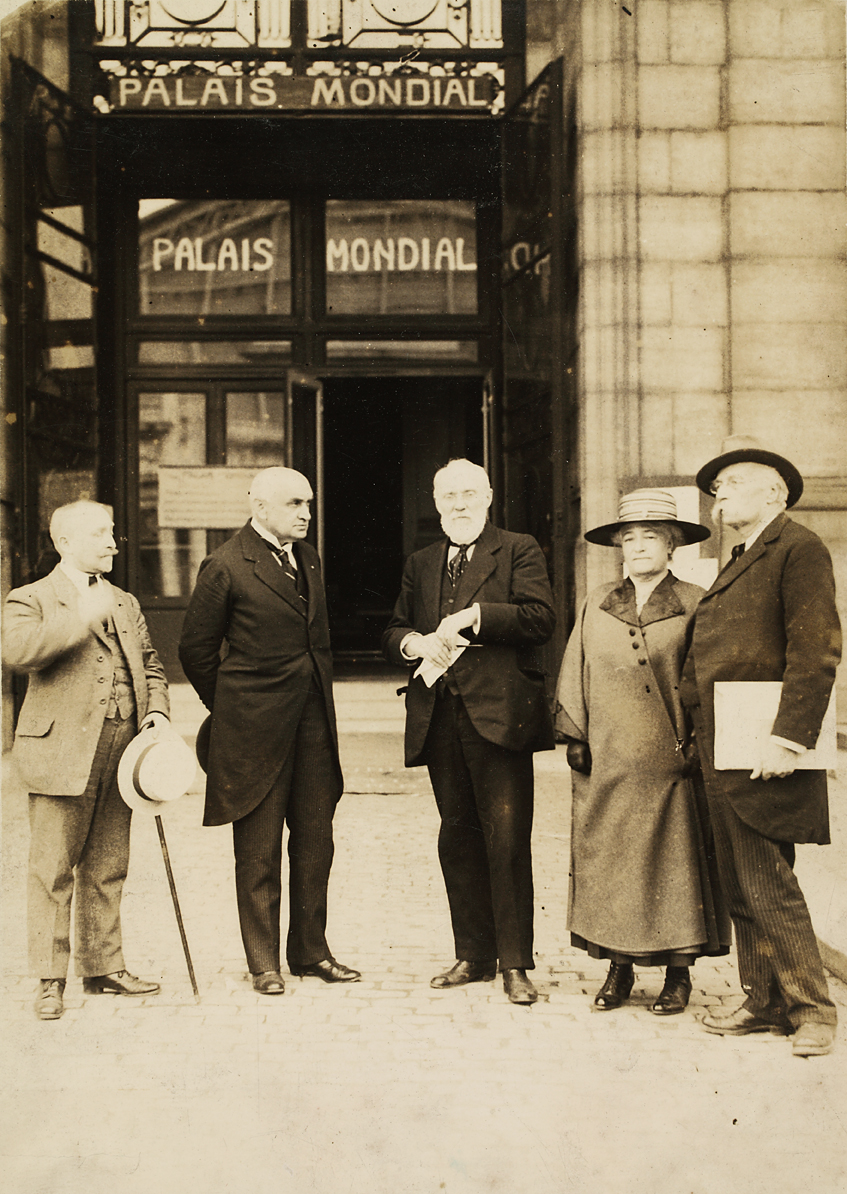
Paul Otlet, Henri La Fontaine et son épouse Mathilde Lhoest devant les portes du Palais Mondial au Cinquantenaire à Bruxelles.

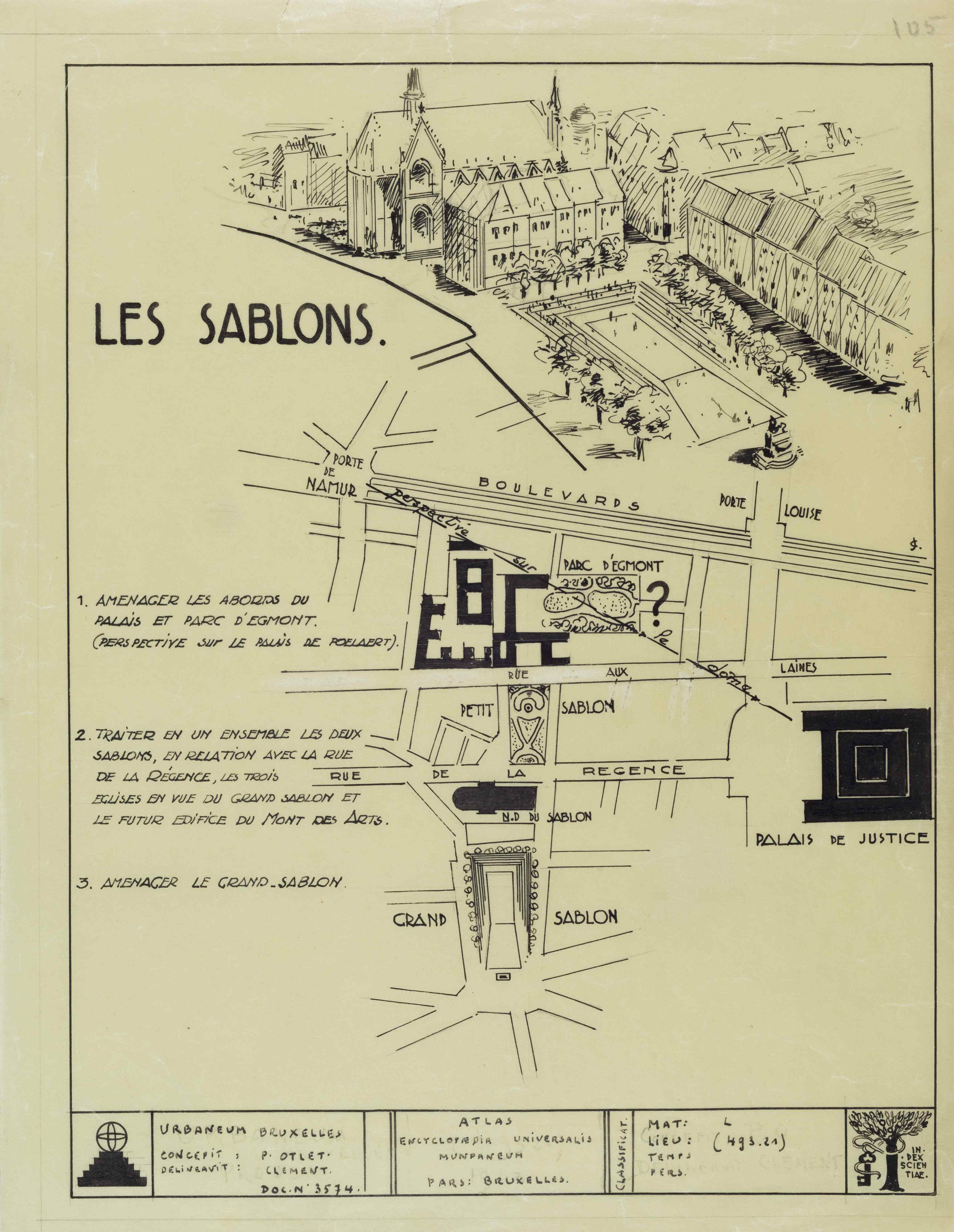
Les Sablons. Fiche tirée de l'Encyclopedia Universalis Mundaneum de Paul Otlet.

Le Mundaneum avait pour but de réunir dans un même lieu toutes les connaissances du monde et ce sous toutes ses formes (livres, affiches, journaux venant du monde entier...) dans un gigantesque et novateur Répertoire bibliographique universel, que l'on peut considérer comme un ancêtre de Google ou Wikipédia à l'époque du papier. Cependant, devant l’ampleur de la tâche, les promoteurs durent privilégier certains domaines et se limiter essentiellement à la documentation internationale. Le Mundaneum comporte des fonds et de vastes collections d'archives : le Musée international de la presse, le Répertoire iconographique universel (affiches, cartes postales, plaques de verre, photographies), le Répertoire universel de documentation, l'Encyclopedia Universalis Mundaneum composée d'une collection de schémas conceptualisés par Paul Otlet dont la Mondothèque, les papiers personnels d’Henri La Fontaine et de Paul Otlet, des collections thématiques relatives au féminisme (Office central de documentation féminine), au pacifisme et à l'anarchisme, et les archives des Amis du Palais Mondial. Ce Palais Mondial fut fermé en 1934 pour libérer la place, et les collections furent plusieurs fois déménagées, à partir de 1941, jusqu'à être finalement installées en 1992 à Mons dans le bâtiment de l'Indépendance.
Dans les années 1980, diverses négociations eurent lieu entre le ministre-président de l'époque, Philippe Moureaux, et l'ASBL (Les Amis du Palais Mondial Mundaneum) sous l'impulsion d'André Canonne, afin de transférer ce patrimoine archivistique au Centre de lecture publique de la Communauté française (CLPCF). Au début du XXIe siècle, le Mundaneum fut reconnu comme centre d’archives de la Fédération Wallonie-Bruxelles de Belgique. Il peut être visité au cœur de la ville de Mons en Belgique. En 2012, le Mundaneum et Google annoncèrent leur collaboration en présence du Premier ministre belge Elio Di Rupo afin de mettre en lumière le rôle joué par les fondateurs du Mundaneum, Paul Otlet et Henri La Fontaine, en tant que pionniers du Web et des moteurs de recherche.
Redécouvert après l'explosion du web, le Mundaneum est aujourd'hui identifié comme un « Internet de papier » et plus récemment comme un « Google de papier ». Plus précisément le projet de Paul Otlet dans son ensemble, classer tous les savoirs du monde dans un lieu unique et centralisé, apparaît plus proche de celui de la Fondation Wikimedia,.

## Hommage
Le 23 août 2015, 147e anniversaire de la naissance de Paul Otlet, Google consacre un Doodle au Mundaneum.

### Filmographie
- L'Homme qui voulait classer le monde, documentaire de Françoise Levie coécrit avec Benoît Peeters, 2002, 60 min (DVD)